# Hood-hegyi Közösségi Főiskola
A Hood-hegyi Közösségi Főiskola állami fenntartású felsőoktatási intézmény az Amerikai Egyesült Államok Oregon államának Gresham városában. Az 1966-ban megnyílt iskola nevét a Hood-hegyről kapta.

## Kampusz
Az iskola 86 hektáros telephelye Greshamben található, de a portlandi Maywood Parkban és a térség közoktatási intézményeiben is indítanak kurzusokat.

## Oktatás
Az Északnyugati Egyetemek és Főiskolák Szövetsége által akkreditált intézménynek a 2017/18-as tanévben 25 598 hallgatója volt. A felsőoktatási szakképzésben ápolói, temetkezési, médiaintegritási és járműtechnológiai kurzusok indulnak, a bölcsészeti és tudományos képzések elvégzése után pedig BA szinten lehet továbbtanulni.
A közösségi főiskolát az ingatlanadó bevételeiből, állami támogatásokból és a tandíjakból finanszírozzák.
A Kelet-oregoni Egyetem kihelyezett telephelyén vállalatirányítási és tanári képzések folynak.

## Hallgatói élet
A főiskola híres dzsesszzenekaráról; egykor itt volt a KMHD dzsesszrádió székhelye, valamint 1998 és 2002, valamint 2008 és 2010 között itt rendezték meg a régió dzsesszfesztiválját. Évente itt tartják a skót és kelta kultúrának emléket állító Felföld-játékokat.
A hallgatói önkormányzat több mint húsz diákkörből áll, emellett The Advocate címmel újságot is fenntartanak.

## Sport
A Mt. Hood Saints a Northwest Athletic Conference-ben játszik; kabalája a bernáthegyi. A főiskolának saját uszodája van.

## Nevezetes személyek
- Brian Burres, baseballjátékos[12]
- Chris Botti, trombitás[13]
- Dan Carlson, baseballjátékos[12]
- Dave Veres, baseballjátékos[14]
- Essiet Essiet, basszista[13]
- Joel David Moore, színész és filmrendező[15]
- Lillian Pitt, indián művész[16]
- Lindsay Wagner, színész[17]
- Marco Eneidi, szaxofonos[18]
- Patti Smith, politikus[19]
- Paul Wenner, a Gardenburger vegetáriánus húspogácsa megalkotója[20]
- Stafford Mays, amerikaifutball-játékos[21]
- Todd Field, filmrendező[22]

## Fordítás
- Ez a szócikk részben vagy egészben  a   Mt. Hood Community College című angol Wikipédia-szócikk ezen változatának fordításán alapul.  Az eredeti cikk szerkesztőit annak laptörténete sorolja fel. Ez a jelzés csupán a megfogalmazás eredetét és a szerzői jogokat jelzi, nem szolgál a cikkben szereplő információk forrásmegjelöléseként.